# St. Walburga (Usch)

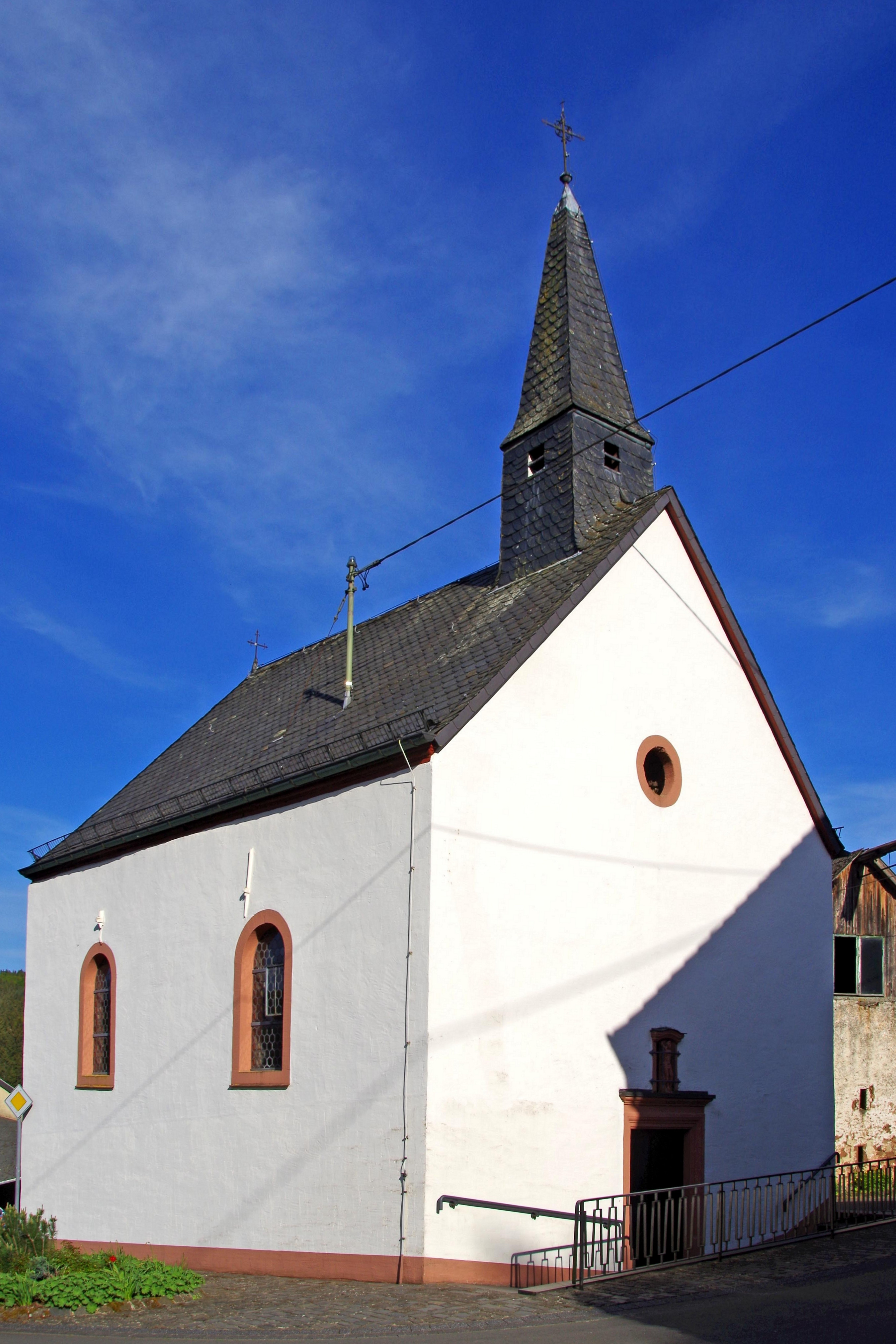
St. Walburga (Usch)

Die Kirche St. Walburga ist die römisch-katholische Filialkirche von Usch im Eifelkreis Bitburg-Prüm in Rheinland-Pfalz. Die Kapelle gehört zur Pfarrei St. Maria Magdalena (Densborn) in der Pfarreiengemeinschaft Gerolsteiner Land im Bistum Trier.

## Geschichte
1780 bauten die Bauern der Gemeinde Usch mit finanzieller Unterstützung des Zisterzienserinnenklosters St. Thomas an der Kyll, das in Usch den Zehnt erhob, die Kirche St. Walburga (nach der heiligen Benediktineräbtissin Walburga). Der kleine zweiachsige Saalbau (mit Dachreiter) weist ein Kreuzgratgewölbe auf. Da Walburga als Augenheilerin bekannt war, gab es zeitweise Wallfahrten nach Usch und dem Walburgiswasser.

## Ausstattung
Die Kapelle verfügt über ein dreiteiliges Altarretabel aus dem 18. Jahrhundert.

St. Walburga (Usch)
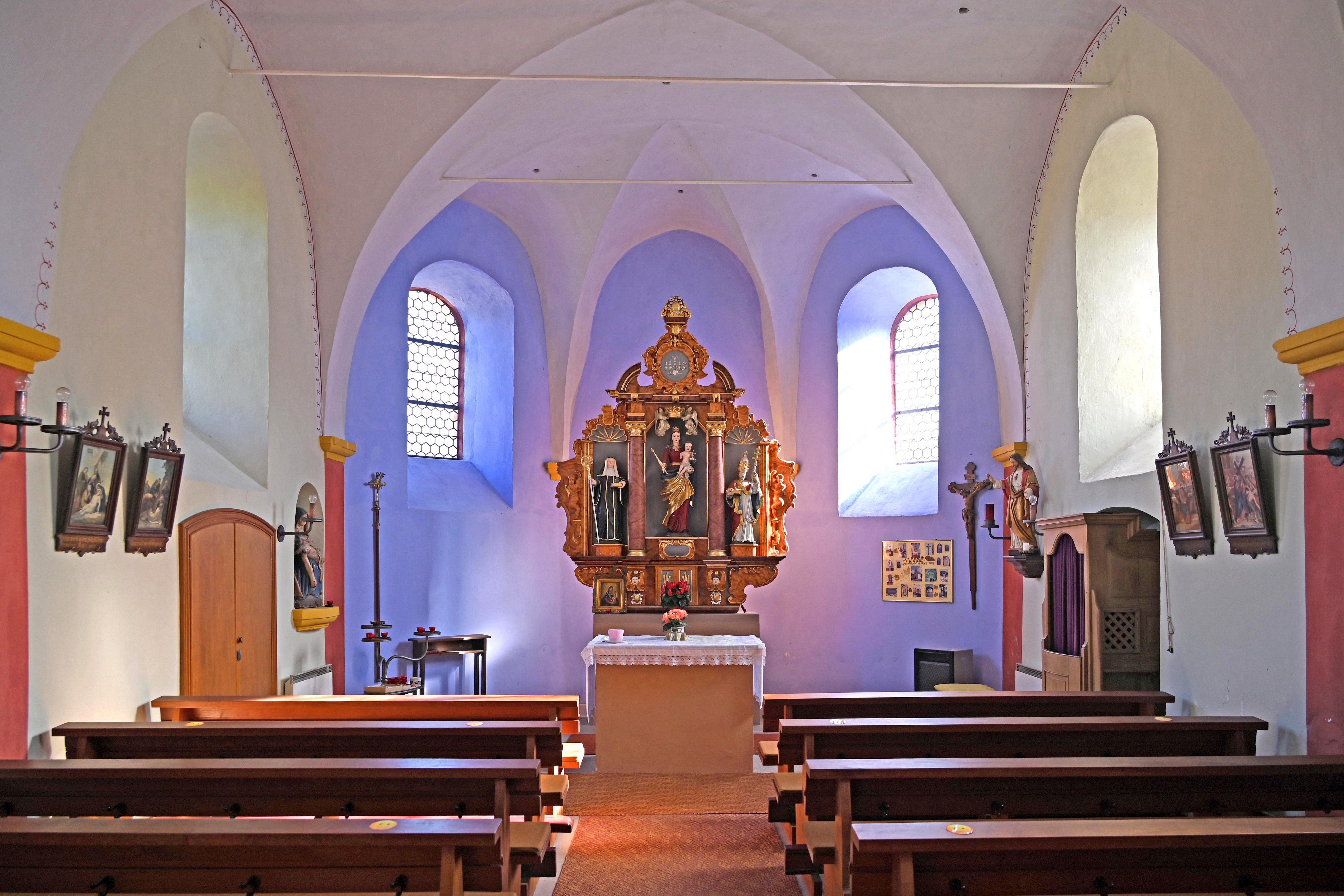
Innenraum
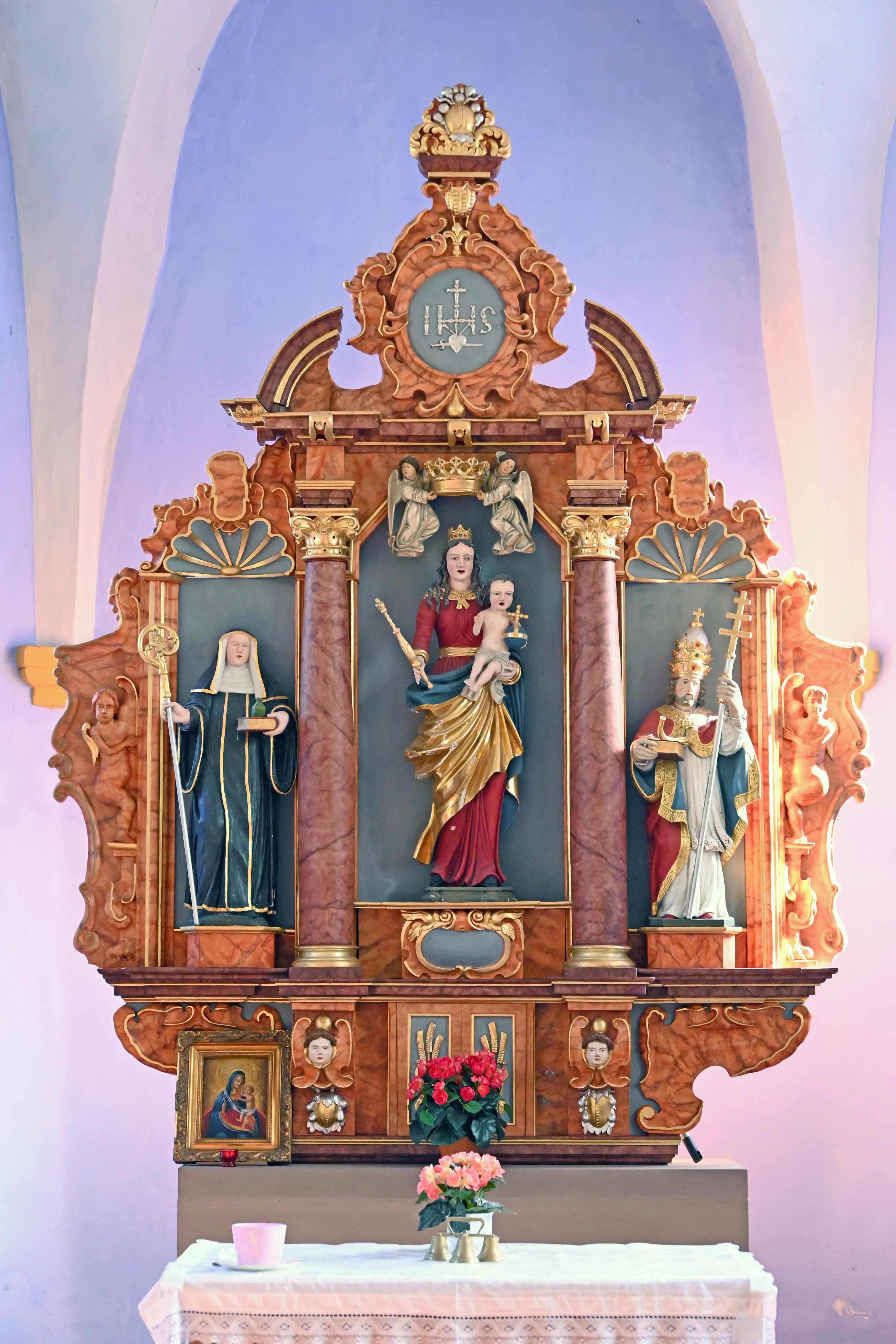
Hochaltar
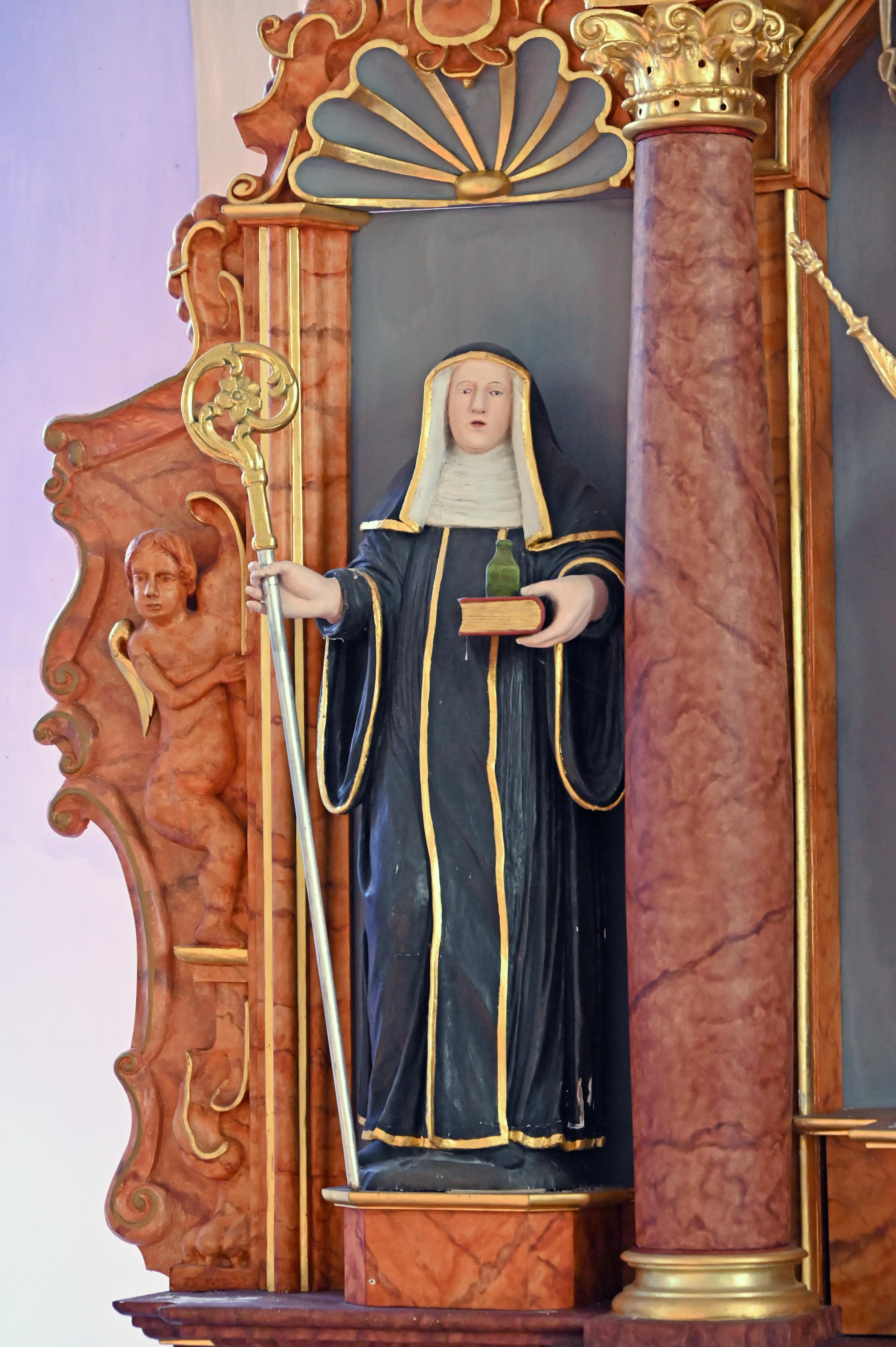
St. Walburga
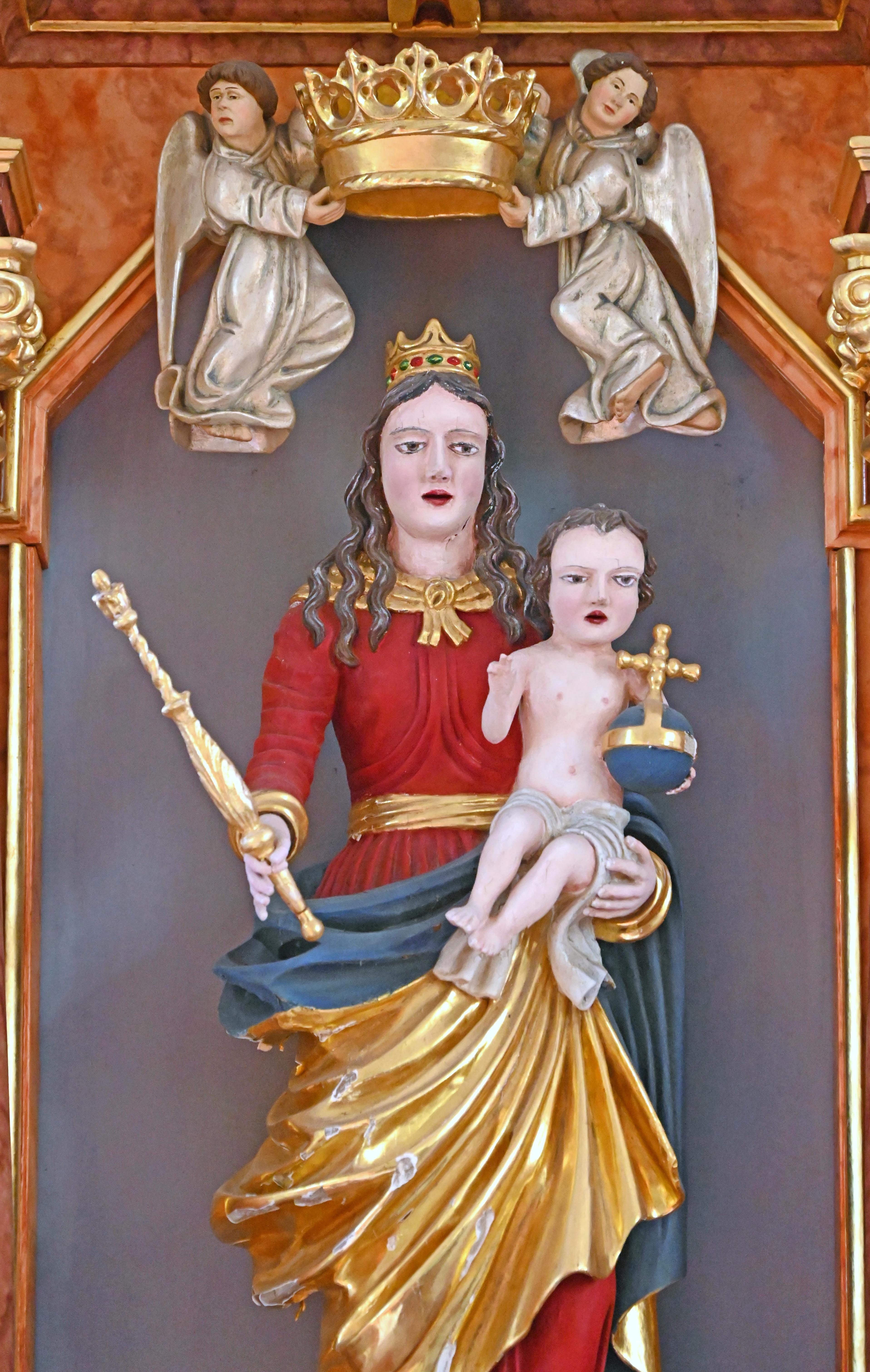
Marienstatue
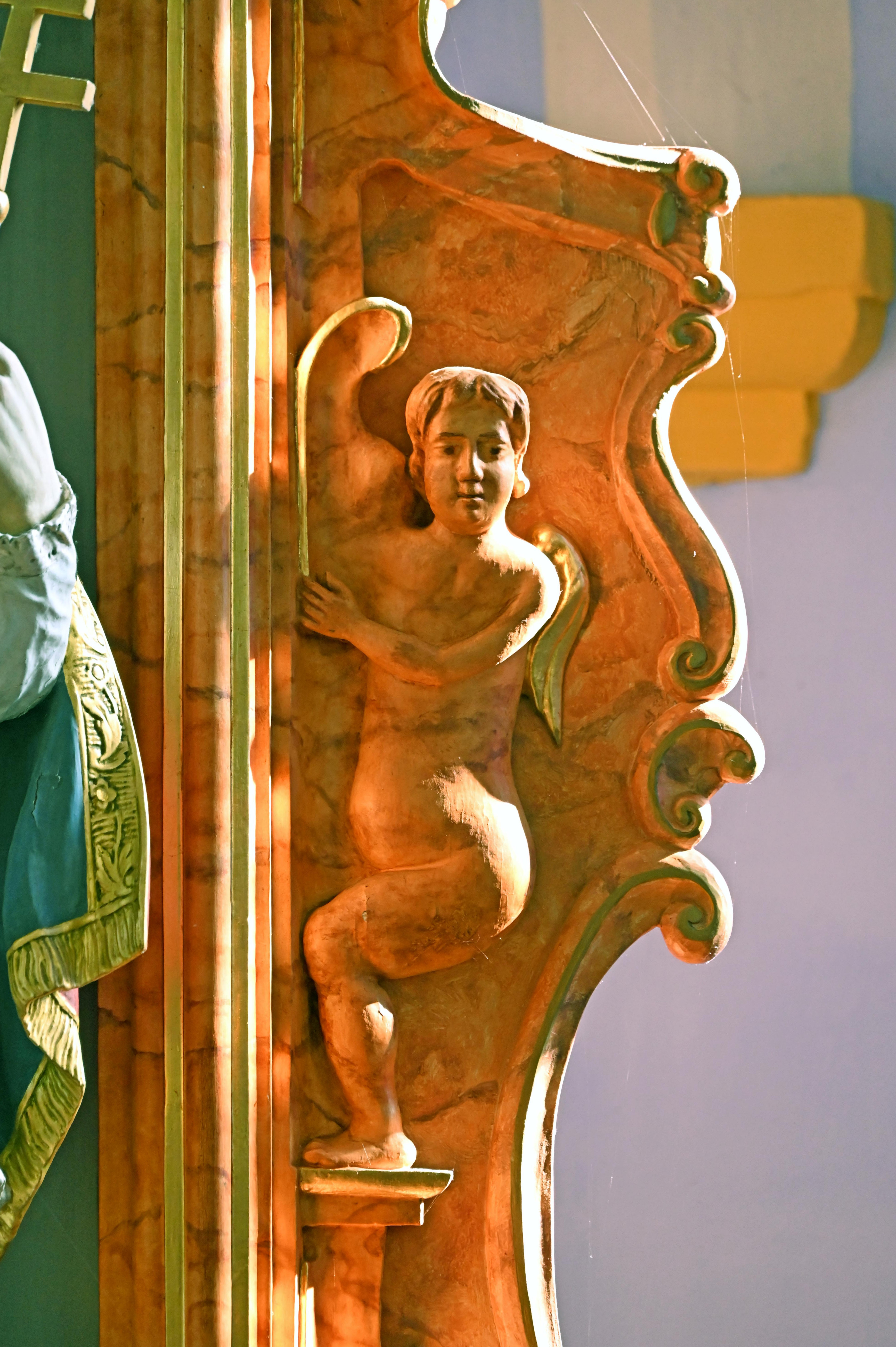
Altarwange
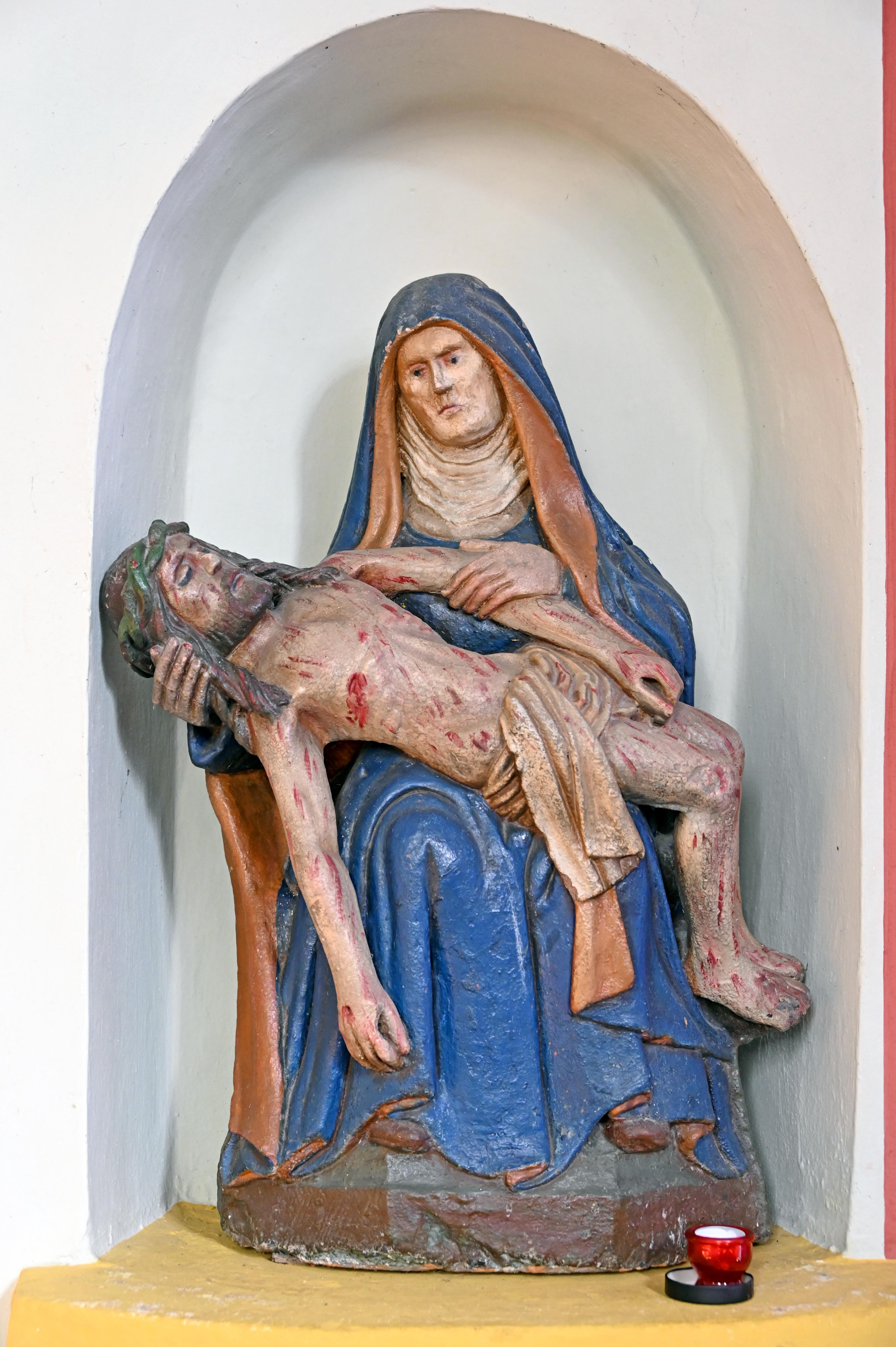
Pietà
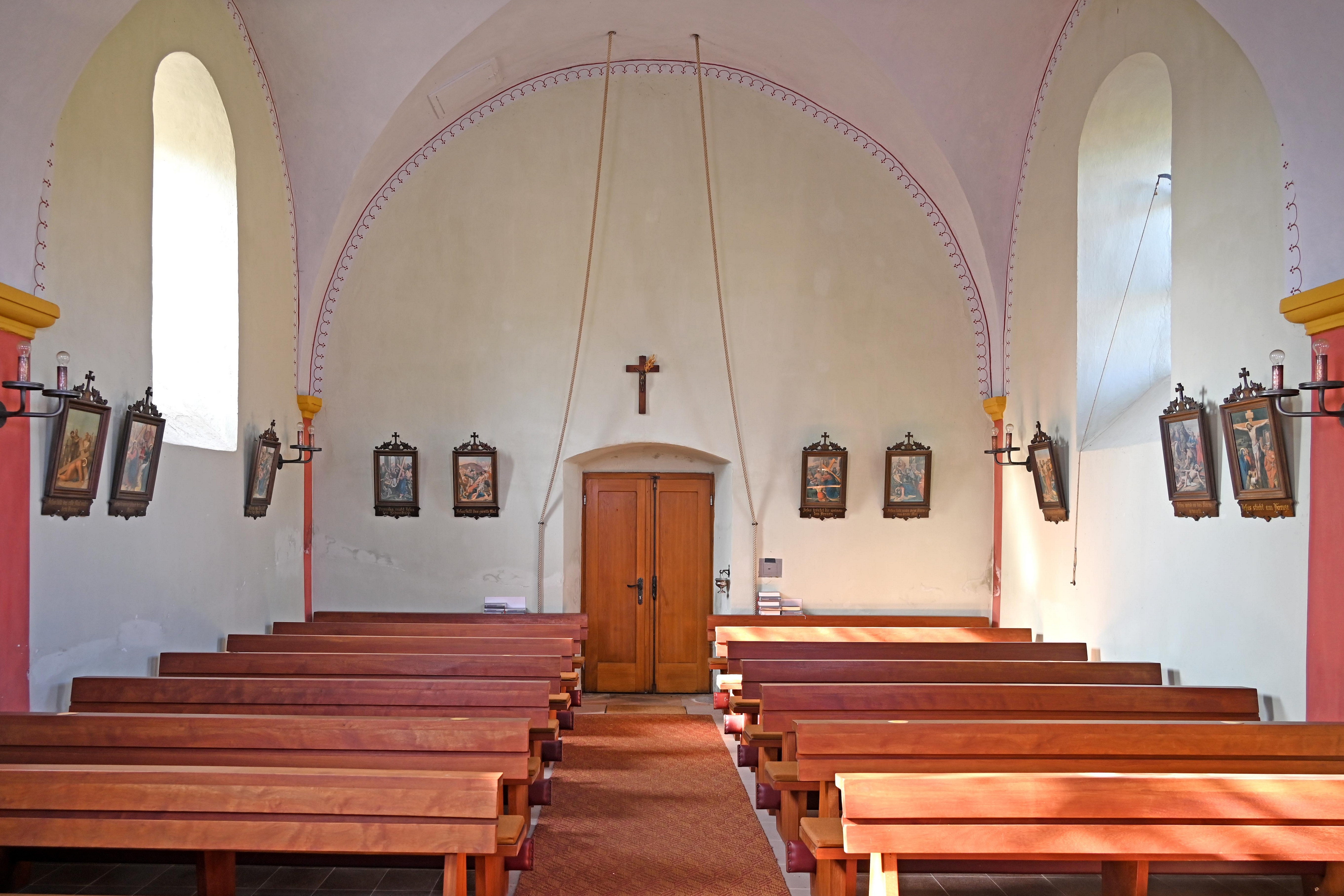
Blick zum Portal